# Horseheath
Horseheath – osada w Anglii, w hrabstwie Cambridgeshire, w dystrykcie South Cambridgeshire. Leży 20 km na południowy wschód od miasta Cambridge i 72 km na północny wschód od Londynu.